# Ernest Burkhart

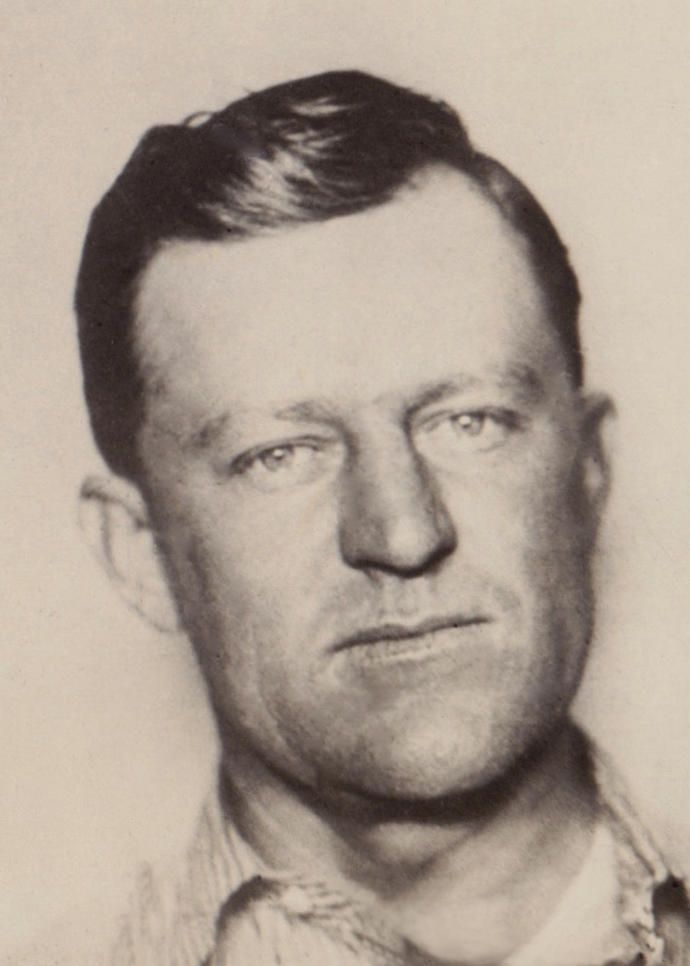
Ernest Burkhart (1920er-Jahre)

Ernest Burkhart (* 11. September 1892 in Greenville, Texas; † 1. Dezember 1986 in Cleveland, Oklahoma) war ein US-amerikanischer Mörder. Im Auftrag seines Onkels William King Hale war er an den Osage-Morden beteiligt und wurde 1926 für einen Bombenanschlag verurteilt.

## Leben

### Früher Werdegang
Ernest Burkhart kam 1892 als Sohn eines texanischen Baumwollfarmers in ärmlichen Verhältnissen zur Welt. In der Hoffnung auf ein besseres Leben zog er im Alter von 19 Jahren auf die Ranch seines Onkels William King Hale im Osage County, Oklahoma, wo zuvor Ölvorkommen entdeckt worden waren. 1917 heiratete er die sechs Jahre ältere Osage Mollie Kyle, die seinen Nachnamen annahm. Das Paar hatte drei Kinder namens Elizabeth, James und Anna. Anna starb im Kindesalter an Keuchhusten. Zum Zeitpunkt ihrer Hochzeit verfügte Mollies Familie über ein Gesamtvermögen aus Landrechten und Ölgeld in Höhe von sieben Millionen Dollar, was inflationsbereinigt ungefähr 160 Millionen Dollar entspricht.

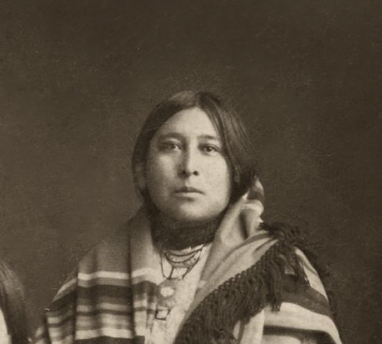
Mollie Burkhart (1917)

### Osage-Morde
Ernest konspirierte mit seinem Onkel und seinem Bruder Byron Burkhart mit dem Ziel, mehrere Osage zu töten, um das Kyle-Familienvermögen zu erben. Der erste Mord im Zusammenhang mit ihren Namen war im Mai 1921 jener an Mollies Schwester Anna Brown.  Ein Cousin namens Charles Whitehorn wurde wenige Wochen danach erschossen. Nachdem Anna Sanford im März 1922 unter mysteriösen Umständen gestorben war, heiratete ihr Witwer Hales Nichte. Der Anwalt von George Bigheart, den man versucht hatte, mit Whiskey zu vergiften, starb 1923 genauso wie später sein Klient selbst. Im Februar desselben Jahres wurde ein weiterer Cousin, Henry Roan, erschossen in seinem Auto aufgefunden. Im folgenden März kamen Mollies Schwester Reta Smith, ihr Ehemann Bill und deren Haushälterin durch eine Bombenexplosion in ihrem Haus ums Leben.
Mollie zeigte später Vergiftungssymptome. Sie wurde schwerkrank, erkannte aber die Vergiftung und erholte sich, nachdem sie umgezogen war. Sie ließ sich von Ernest scheiden und die zwei gemeinsamen Kinder erbten ihr Vermögen. Es wird vermutet, dass Hale den Plan verfolgte, Mollie, Ernest und deren Kinder aus dem Weg zu schaffen, um selbst an den Nachlass der Familie zu gelangen.

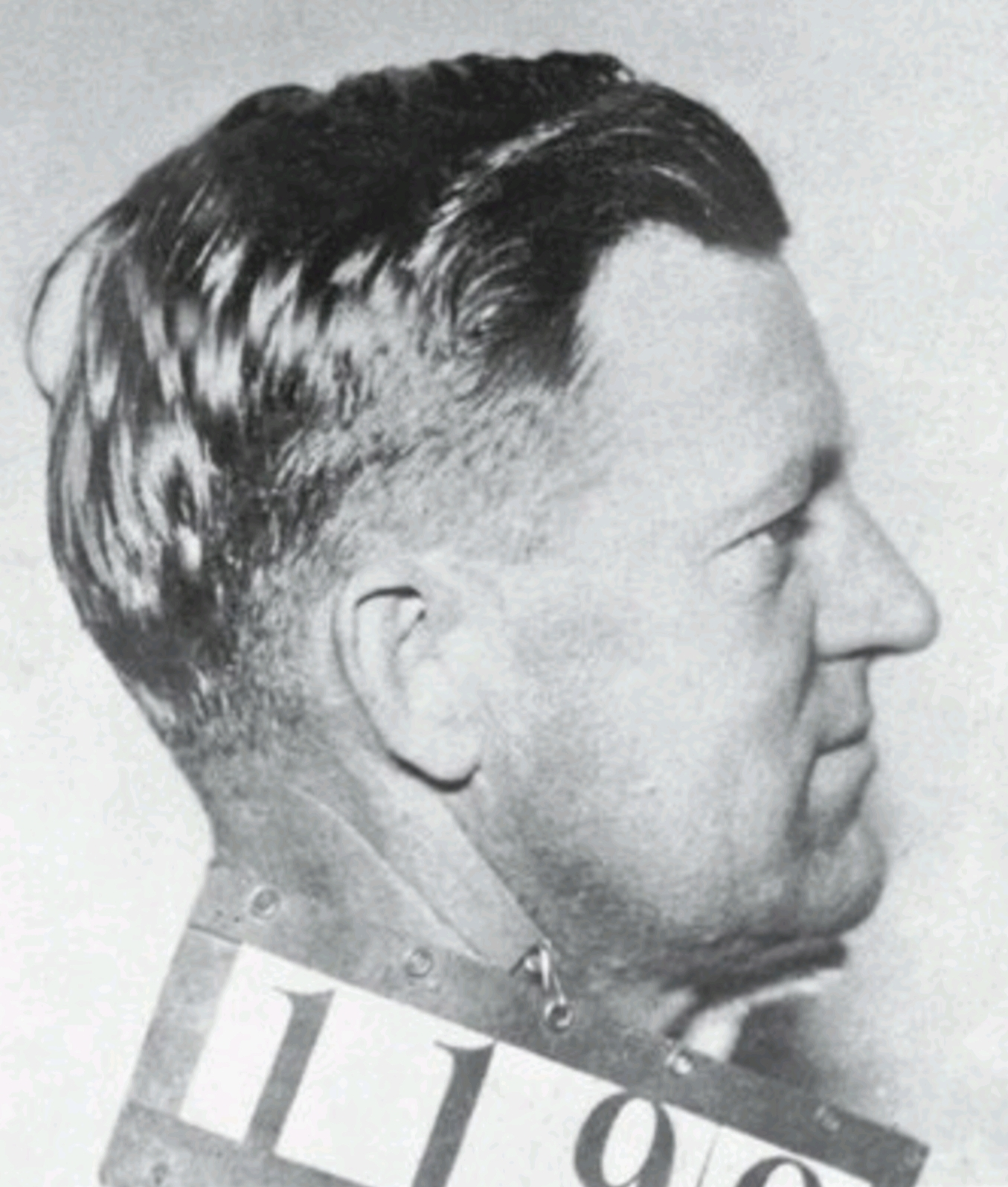
Mugshot (1926)

Im Zusammenhang mit dem Mordanschlag auf Reta und Bill Smith wurde am 4. Januar 1926 ein Haftbefehl gegen William King Hale und Ernest Burkhart erlassen. Burkhart wurde sofort festgenommen und intensiv verhört, während Hale seine Unschuld beteuerte. Als man den 33-Jährigen mit der Aussage des in McAlester inhaftierten Blackie Thompson konfrontierte, der behauptete, Ernest habe ihn mit dem Smith-Mord beauftragen wollen, gestand er und wurde Kronzeuge. Hale beharrte selbst nach dem Geständnis seines Neffen auf seiner Unschuld. Ernest Burkhart wurde Ende Juni 1926 von einem Staatsgericht zu einer lebenslangen Freiheitsstrafe verurteilt und in die Oklahoma State Penitentiary in McAlester eingewiesen. William Hale wurde nach mehrfacher Berufung 1929 (für den Mord an Henry Roan) von einem Bundesgericht ebenfalls zu lebenslanger Haft verurteilt und in das Bundesgefängnis Leavenworth eingewiesen.

### Späteres Leben
1937 wurde Ernest Burkhart nach elf Jahren Haft auf Bewährung entlassen. Nur drei Jahre später raubte er gemeinsam mit einer Frau namens Clara Mae Goad das Haus seiner ehemaligen Schwägerin aus und stahl dabei 7000 Dollar. Die beiden wurden schnell gefasst und Burkhart 1940 wegen Einbruchs zu weiteren sieben Jahren Freiheitsentzug verurteilt, seine Bewährung widerrufen. 1959 wurde er erneut auf Bewährung entlassen und Mitte der 1960er Jahre dank eines 3:2-Votums im Begnadigungs- und Bewährungsausschuss Oklahomas von Gouverneur Henry Bellmon für die Osage-Morde begnadigt.
Nach seiner Entlassung kehrte Burkhart zurück nach Osage County, wo er bei seinem Bruder Byron lebte. Später zog er nach Cleveland im Pawnee County und lebte dort in einem „von Mäusen befallenen“ Trailer. Ernest Burkhart starb im Alter von 94 Jahren am 1. Dezember 1986, dem 100. Geburtstag von Mollie Kyle. Seinem letzten Willen gemäß sollte seine Asche in den Osage Hills verstreut werden, sein Sohn James streute sie stattdessen von einer Brücke.

## Rezeption
Der Journalist und Redakteur des New Yorker, David Grann, befasst sich in seinem 2017 veröffentlichten Sachbuch Killers of the Flower Moon: The Osage Murders and the Birth of the FBI mit Burkhart, Hale und den Osage-Morden. Der Stoff wurde von Martin Scorsese verfilmt und kam 2023 unter dem Titel Killers of the Flower Moon in die Kinos. Leonardo DiCaprio übernimmt darin die männliche Hauptrolle und verkörpert Ernest Burkhart.